# Constel·lació dels Peixos
Els Peixos (Pisces), de símbol , és una de les vuitanta-vuit constel·lacions modernes que pertany al grup de constel·lacions del Zodíac. L'equinocci de primavera es troba actualment a Peixos, al sud de ω Psc, i, gràcies a la precessió, es desplaça a poc a poc cap a sota del peix occidental en direcció a Aquari. La constel·lació sembla dos objectes redons, cadascun dels quals és lligat al mateix punt per una llarga corda. Peixos conté una galàxia del Catàleg Messier, en concret la galàxia espiral M74.

## Característiques destacables

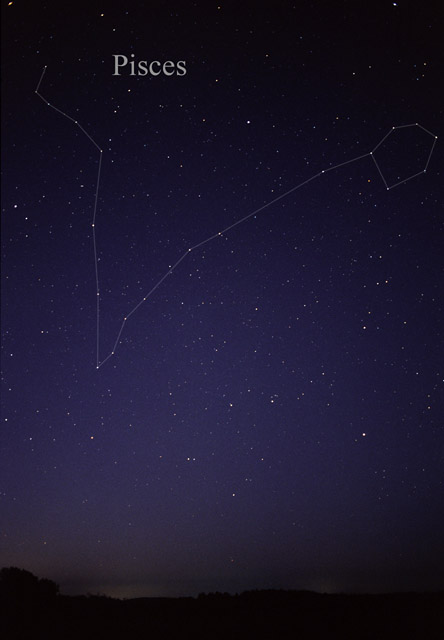
Constel·lació Pisces [http://www.allthesky.com/constellations/pisces-e.html AlltheSky.com

Amb magnitud 3,62, la seva estrella més brillant és η Piscium, denominada oficialment Alpherg. És una estrella geganta lluminosa groga de tipus espectral G7IIa amb una temperatura superficial de 4930 K. La segueixen en brillantor γ Piscium —una gegant groc-taronja de tipus espectral G9III—, ω Piscium —classificada com a subgegantF4IV— i ι Piscium, una nana groga de tipus F7V amb una temperatura de 6300 K que es troba a 45 anys llum de la Terra.
Alrescha (α Piscium) és una estrella binària el nom de la qual prové de l'àrab i significa «corda». Les dues components són estrelles blanques de la seqüència principal químicament peculiars: una és una estrella Ap amb un gran camp magnètic i l'altra és una estrella AM.
Una altra estrella amb nom propi és Fum al Samakah (β Piscium), una estrella Be —l'espectre de la qual mostra línies d'emissió d'hidrogen— de tipus B6Ve. Per contra, Torcular (ο Piscium) és una gegant groga de tipus G8III, semblant a Alpherg però significativament menys lluminosa.
Entre les variables de Peixos hi ha Z Piscium i TX Piscium (19 Piscium), estrelles de carboni — anomenades així perquè la seva atmosfera conté més carboni que oxigen— de tipus espectral CV2 i C5II respectivament. Són estrelles molt fredes, amb una temperatura superficial una mica superior als 3000 K.
Al voltant de 54 Piscium i 109 Piscium s'han detectat planetes extrasolars. HD 217107 és una subgegant groga d'elevada metal·licitat ([Fe/H] = +0,37) que té dos planetes que orbiten a 0,075 i 4,3 ua de l'estrella. Ebla (HD 218566) és una nana taronja de tipus K3V amb un planeta extrasolar el període orbital del qual és de 226 dies. Així mateix, Bélénos —nom oficial d'HD 8574— és una altra estrella al voltant de la qual s'ha descobert un planeta.
L'Estrella de Van Maanen, la tercera nana blanca més propera a la Terra, es troba en aquesta constel·lació. A 14,1 anys llum de distància, és la nana blanca solitària —sense cap altra estrella acompanyant— més propera a nosaltres. La seva temperatura relativament baixa (6770 K) suggereix que es tracta d'un objecte molt antic, amb una edat estimada al voltant de 10.000 milions d'anys; tot i això, estudis recents consideren una edat notablement inferior, entre 3700 i 5000 milions d'anys.

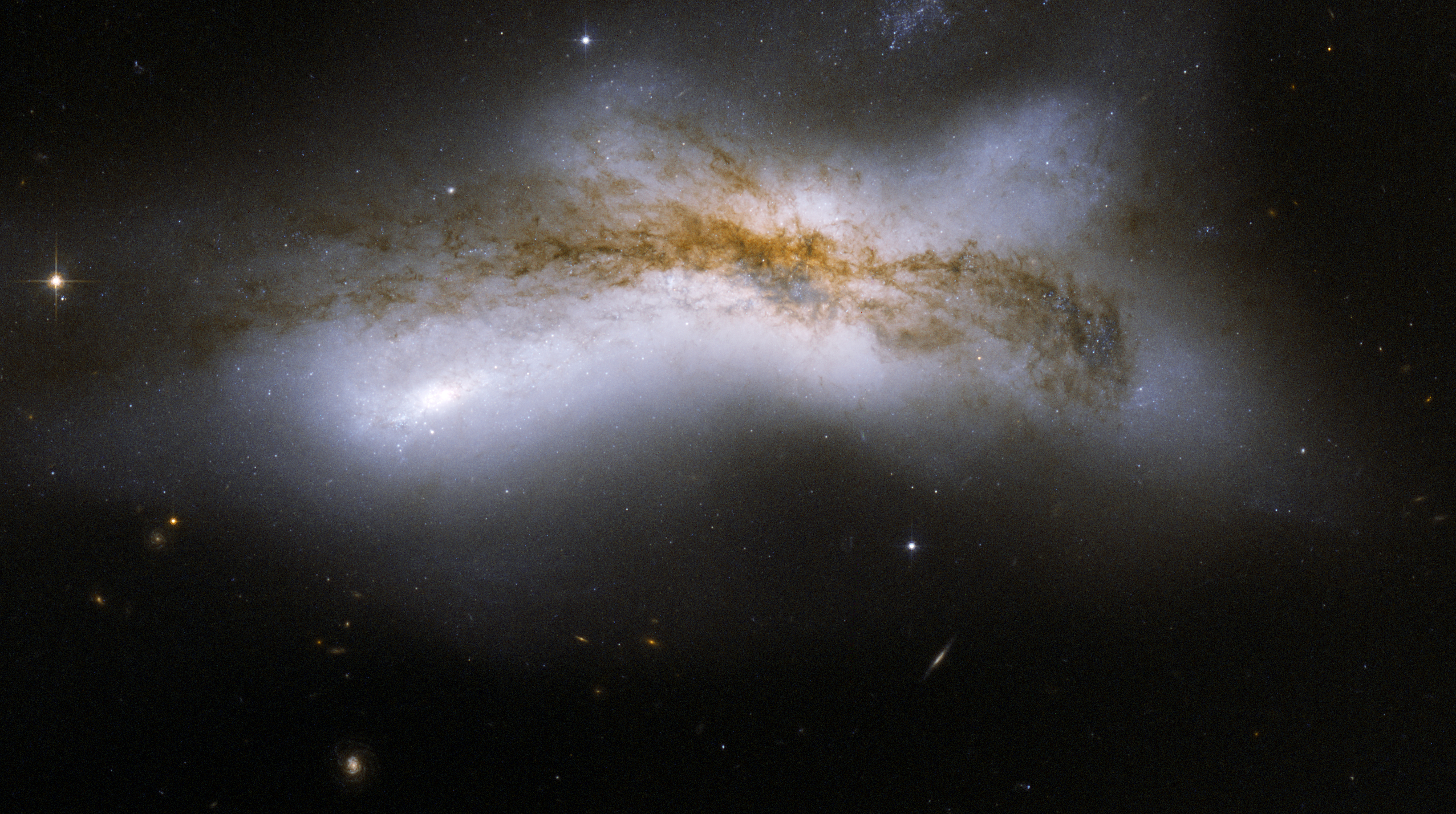
NGC 520, dues galàxies interactuant.

L'únic objecte del catàleg Messier a Peixos és M74, una galàxia espiral situada a 32 milions d'anys llum de distància.Aquesta galàxia té dos braços espirals clarament definits i s'estima que en conté 100.000 milions d'estrelles. Altres galàxies, també espirals, en aquesta constel·lació són NGC 60 i NGC 488. Aquesta última es troba a una distància aproximada de 90 milions d'anys llum i posseeix un gran bulb central així com múltiples braços espirals.
Així mateix, l'objecte NGC 520 són dues galàxies espirals, molt properes entre si, interactuant i possiblement en col·lisió. Es creu que els dos discos galàctics van començar a interactuar fa uns 300 milions d'anys, per la qual cosa el sistema encara es troba en una etapa primerenca de la fusió. NGC 7714 i NGC 7715 són dues galàxies més en interacció, en un procés que va començar ara fa entre 100 i 200 milions d'anys. Com a resultat, s'ha format un anell i dues llargues cues d'estrelles que emergeixen des de NGC 7714, creant un pont entre les dues galàxies.
NGC 383 és una galàxia lenticular que es troba a 217 milions d'anys llum de distància, la galàxia més brillant d'un grup de galàxies que porta el seu nom. Alberga un nucli galàctic actiu brillant en freqüències de ràdio que mostra espectaculars jets de ràdio. La radiofont associada rep el nom de 3C 31.
Molt més propera a nosaltres, la Nana dels Peixos és una galàxia nana irregular distant 2,51 milions d'anys llum de la Terra. Es pensa que és satèl·lit de la galàxia del Triangle.

## Estrelles

### Estrelles principals
- Alrisha o Alrescha (α Psc / α Piscium), estel el nom del qual significa «corda». A 139 anys llum del Sol, és una estrella doble. L'estrella principal té una magnitud de +4,33 i pertany al tipus espectral A0; la seva companya és de +5,23 i pertany al tipus espectral A3.
- Beta Piscium (β Psc / β Piscium). També té el nom de Fumalsamakah, àrab per a «musell del peix» (o «Formalhaut» de la traducció grega). β Psc és una estrella Be de tipus B6Ve i magnitud +4,49. Està aproximadament a 492 anys llum del Sol.
- Gamma Piscium (γ Psc / γ Piscium) és la segona estrella més brillant de la constel·lació amb magnitud +3,70. És una gegant groc-taronja de tipus espectral G9III que es troba a 131 anys llum.
- Delta Piscium (δ Psc / δ Piscium), ocasionalment anomenada «Linteum», és una gegant taronja de magnitud 4,44.
- Eta Piscium (η Psc / η Piscium) és l'estrella més brillant a la constel·lació de Pisces. Eta Piscium està ubicada a una distància aproximada de 294 anys llum de la Terra i brilla a una magnitud de +3,62. Aquest estel és de tipus espectral G7III. L'estrella, oficialment denominada Alpherg, té també l'obscur nom de Kullat Nunu, donat pel regne de Babilònia.
- Theta Piscium (θ Psc/θ Piscium), gegant taronja de magnitud 4,27.
- Iota Piscium (Psc / Piscium), de magnitud 4,13, és una nana groga de tipus espectral F7V una mica més calenta que el Sol. La seva lluminositat és 3,3 vegades més gran que la solar i el seu radi és un 50% més gran. Se sospita que pugui ser una estrella variable, amb una fluctuació a la seva brillantor de 0,03 magnituds.
- Kappa Piscium (κ Psc / κ Piscium), de magnitud 4,94, és una estrella químicament peculiar de tipus espectral A0p amb un camp magnètic variable que pot arribar a ser 1000 vegades més intens que el de la Terra. És una variable Alfa2 Canum Venaticorum amb una fluctuació a la seva brillantor de 0,05 magnituds.
- Lambda Piscium (λ Psc / λ Piscium), de magnitud 4,50, és una estrella blanca de la seqüència principal de tipus espectral A7V.
- Mu Piscium (μ Psc / μ Piscium), gegant taronja de magnitud 4,84.
- Òmicron Piscium (ο Psc / ο Piscium) localitzada a uns 142 anys llum de la Terra. Té magnitud aparent de +4,26 i tipus espectral G8. L'estrella també té el nom de Torcularis Septentrionalis.
- Pi Piscium (π Psc / π Piscium) i 32 Piscium (32 Psc), estrelles blanc-grogues.
- Rho Piscium (ρ Psc/ ρ Piscium), estel blanc de magnitud 5,36.
- Psi2 Piscium (ψ 2 Psc / ψ 2 Piscium), estel blanc de la seqüència principal de magnitud 5,57.
- Omega Piscium (ω Psc / ω Piscium), classificada com una subgegant de tipus espectral F4IV, no se sap amb certesa si és una única estrella o una estrella binària espectroscòpica les dues components de la qual estan molt properes entre si. Es troba a 106 anys llum de distància.
- 19 Piscium (TX Piscium, 19 Psc), estrella de carboni de tipus espectral C5II a 760 anys llum de la Terra. És una variable irregular la brillantor de la qual varia entre magnitud 4,79 i 5,2.
- 33 Piscium (33 Psc), gegant taronja variable també coneguda com BC Piscium.
- 35 Piscium (UU Piscium, 35 Psc), binari proper i variable el·lipsoidal rotatori.
- 53 Piscium (53 Psc), estel B polsant lent de magnitud 5,86.
- 61 Piscium (61 Psc), estel groc de magnitud 6,60.
- 64 Piscium (64 Psc), binària espectroscòpica de magnitud 5,07 composta per dues nanes grogues.
- 107 Piscium (107 Psc) i Gliese 33 (HR 222), dues nanes taronges a uns 24 anys llum del sistema solar.
- 112 Piscium (112 Psc), subgegant de magnitud 5,90.
- I Piscium, binària eclipsant de magnitud 9,60.
- Z Piscium, estrella de carboni i variable semiregular.
- UV Piscium, binària eclipsant de magnitud 8,91 composta per una nana groga i una nana taronja.
- BE Piscium, sistema estel·lar triple el parell interior del qual constitueix una binària eclipsant; cromosfèricamentactiva, és a més una variable RS Canum Venaticorum.
- DT Piscium, variable semiregular i estrella de la branca asimptòtica gegant.
- Estrella de Van Maanen (GJ 35), nana blanca a 14 anys llum de distància. És la nana blanca solitària —sense una altra estrella acompanyant— més propera al sistema solar, però en tenir magnitud 12,4 no és visible a simple vista.
- BR Piscium (GJ 908) i GJ 1286, nanes vermelles a 19,4 i 23,2 anys llum respectivament.

### Estrelles amb sistemes planetaris
- HD 217107 és una estrella subgegant groga. La seva massa és molt semblant a la del Sol encara que és considerablement més antiga que aquest. Han estat descoberts dos planetes orbitant aquest estel: un està extremadament a prop de l'estrella i completa una òrbita cada 7 dies, mentre que l'altre està molt més distant, prenent-li 8 anys a completar una òrbita.
- 109 Piscium (109 Psc) és una subgegant groga ubicada a uns 106 anys llum. Té una massa similar al nostre Sol, i posseeix un elevat contingut de ferro. L'any 2000 va ser detectat un planeta extrasolar orbitant aquesta estrella.
- 54 Piscium (54 Psc) és una estrella de magnitud 6. Classificada com una estrella nana taronja (classe espectral K0V), és menys massiva i lluminosa que el nostre Sol. Aquesta estrella és relativament a prop, a una distància de només 36 anys llum. És visible a simple vista sota molt bones condicions climàtiques. El 2003 va ser trobat un planeta al seu voltant. Pot ser una estrella de brillantor variable.

## Objectes de cel profund

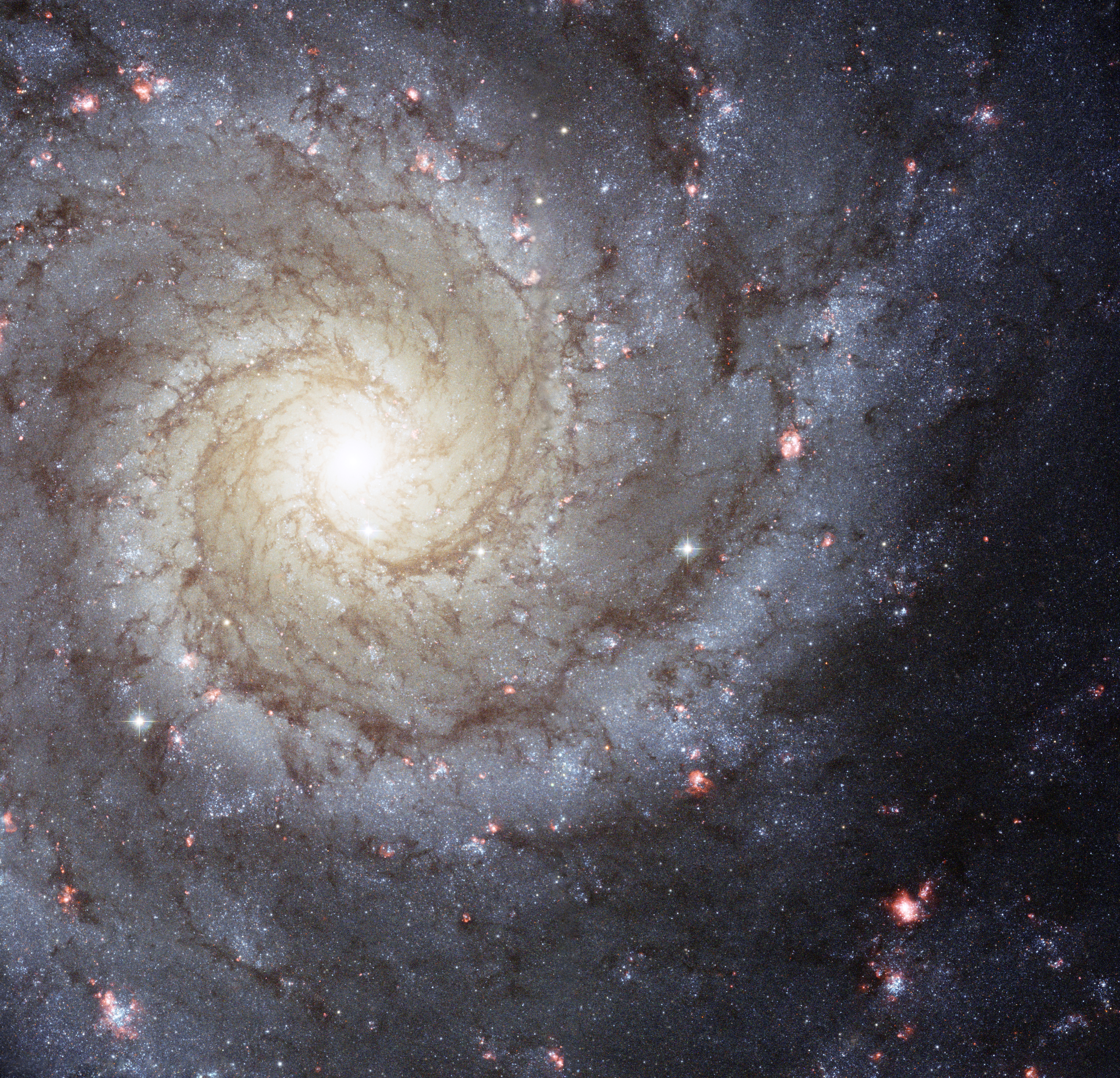
Imatge del telescopi Hubble de la galàxia espiral M74.

- M74 (NGC 628) és una galàxia espiral amb dos braços espirals clarament definits, arquetip de les galàxies espirals de gran disseny. És la galàxia més brillant de l'agrupació galàctica que porta el seu nom, Grup de M74.
- NGC 60, galàxia espiral amb braços distorsionats.
- NGC 474, galàxia el·líptica a 100 milions d'anys llum.
- NGC 488, galàxia espiral vista de front des de la Terra.
- NGC 520, format per dues galàxies en procés de col·lisió.

## Mitologia

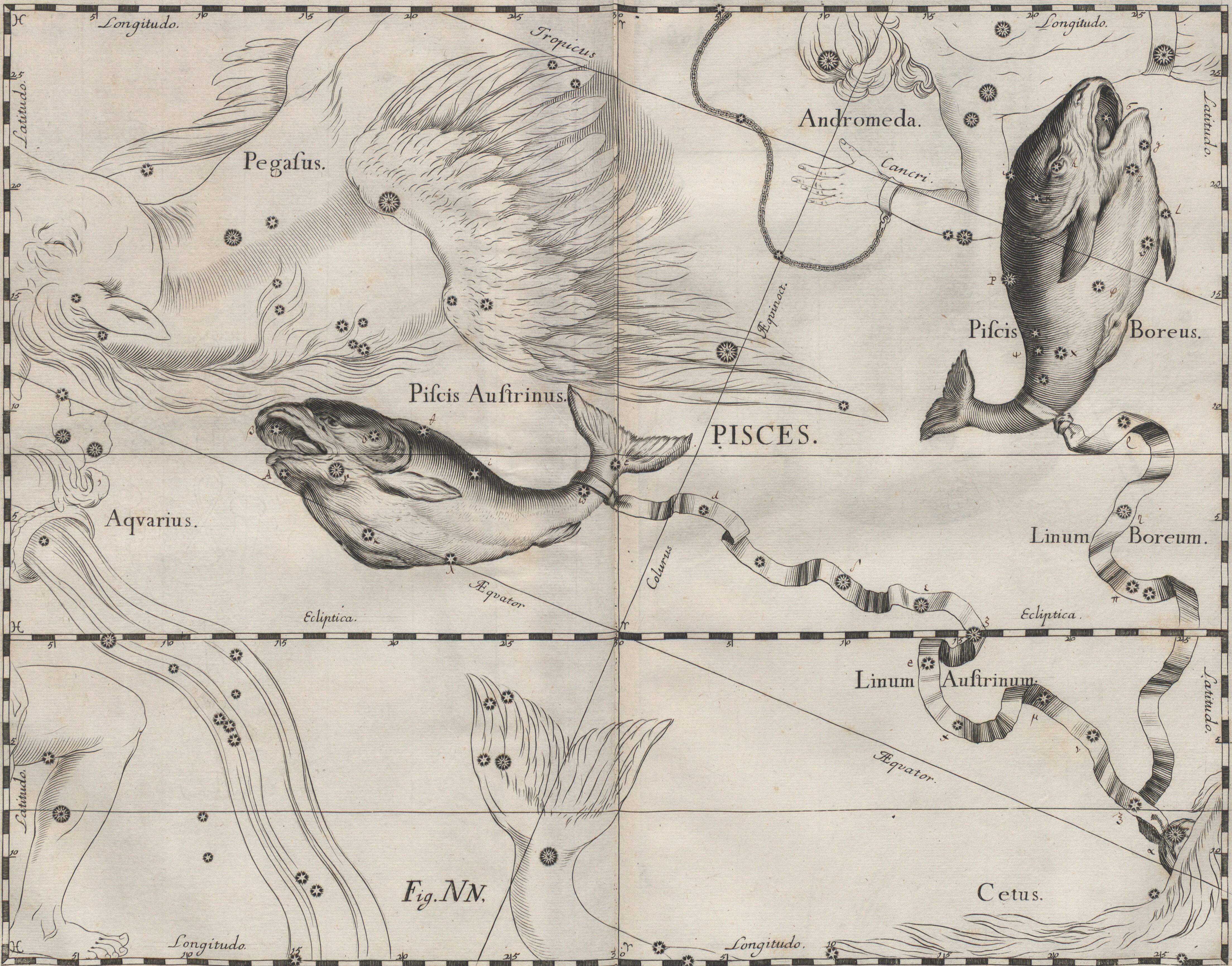
Imatge del de Peixos.

L'astrònom grec Eratòstenes (nascut l'any 276 aC) ens explica que l'origen del simbolisme del peix està en un gran peix que va salvar Dèrceto (una deessa assíria que era meitat peix meitat dona), quan aquesta va caure en una llacuna. En aquesta versió, Dèrceto era considerada filla d'Afrodita.
La versió d'Higí, en canvi, es basava en el mite de Venus i el seu fill Cupido (en la mitologia grega, Afrodita i Eros). Aquestes dues figures mitològiques van ser sorpreses pel monstre Tifó, però Venus sabia que podrien escapar per l'aigua. Va agafar Cupido i es va submergir a l'aigua, on tots dos es van transformar en peixos. Per assegurar-se que no es perdien, es van lligar amb una corda. Al cel veiem, per tant, mare i fill, units per una corda.